# Badminton na Letnich Igrzyskach Olimpijskich 2016
Badminton na Letnich Igrzyskach Olimpijskich 2016 został rozegrany w dniach 11 – 20 sierpnia w 5 konkurencjach (męski singiel, męski debel, kobiecy singiel, kobiecy debel, mikst).

## Kwalifikacje
W turniejach singlowych uczestniczyło po 38 zawodników, a w deblowych i mikście po 8 par. Każdy kraj mógł być reprezentowany przez maksymalnie dwóch graczy lub dwie pary w jednej konkurencji. Kwalifikacje zdobyli zawodnicy z czołówki rankingu, który został opublikowany przez BWF 5 maja 2016.
- Zawodnicy z miejsc 1 – 16 (1-8 w deblu i mikście) kwalifikują się, lecz na jeden kraj może przypaść co najwyżej 2 zawodników/par.
- Zawodnicy z miejsc od 17 (9 w deblu i mikście) i niżej także uzyskują kwalifikacje, ale na jeden kraj może przypaść jeden zakwalifikowany zawodnik lub jedna para.
- Brazylia jako gospodarz miała zapewniony udział jednego zawodnika w turniejach singlowych.
- Po trzech zawodników w turniejach singlowych zostało zaproszonych przez Komisję Trójstronną.
- Każdy z pięciu Kontynentalnych Komitetów Olimpijskich miał gwarancję kwalifikacji przynajmniej jednego zawodnika.
- Każdy Narodowy Komitet Olimpijski mógł wystawić reprezentantów w co najwyżej dwóch konkurencjach. Jeśli zawodnicy z tego kraju zakwalifikowali się w większej liczbie konkurencji Komitet musiał zdecydować z których miejsc rezygnuje. Przypadły one wówczas następnemu zawodnikowi lub parze bez kwalifikacji.
- By móc uzyskać kwalifikacje zawodnicy musieli wziąć udział w co najmniej 3 turniejach singlowych w okresie kwalifikacyjnym i znaleźć się w rankingu z 5 maja 2016.

## Kalendarz
| E | Eliminacje | R | Druga runda (1/8) | ¼ | Ćwierćfinały | ½ | Półfinały | F | Finał |

| Data →                  | Czw 11 | Czw 11 | Czw 11 | Pt 12 | Pt 12 | Pt 12 | Sob 13 | Sob 13 | Sob 13 | Ndz 14 | Ndz 14 | Ndz 14 | Pon 15 | Pon 15 | Wt 16 | Wt 16 | Śr 17 | Śr 17 | Czw 18 | Czw 18 | Pt 19 | Pt 19 | Sob 20 | Sob 20 |
| Konkurencja ↓           | R      | P      | W      | R     | P     | W     | R      | P      | W      | R      | P      | W      | R      | W      | R     | W     | R     | P     | R      | P      | R     | P     | R      | P      |
| ----------------------- | ------ | ------ | ------ | ----- | ----- | ----- | ------ | ------ | ------ | ------ | ------ | ------ | ------ | ------ | ----- | ----- | ----- | ----- | ------ | ------ | ----- | ----- | ------ | ------ |
| Gra pojedyncza mężczyzn | E      | E      | E      | E     | E     | E     | E      | E      | E      | E      | E      |        | R      | R      |       |       | ¼     |       |        |        | ½     |       | F      |        |
| Gra podwójna mężczyzn   | E      | E      | E      | E     | E     | E     | E      | E      | E      |        |        |        | ¼      |        | ½     |       |       |       | F      |        | F     |       |        |        |
| Gra mieszana            | E      | E      | E      | E     | E     | E     | E      | E      | E      | E      | E      | E      |        | R      |       | ¼     |       |       | ½      |        | F     |       |        |        |
| Gra pojedyncza kobiet   | E      | E      | E      | E     | E     | E     | E      | E      | E      |        |        |        | ¼      |        | ½     |       |       |       | F      |        |       |       |        |        |
| Gra podwójna kobiet     | E      | E      | E      | E     | E     | E     | E      | E      |        |        |        | ¼      |        | ½      |       | F     | F     |       |        |        |       |       |        |        |

## Zakwalifikowane reprezentacje
| Zakwalifikowane reprezentacje | Zakwalifikowane reprezentacje | Zakwalifikowane reprezentacje | Zakwalifikowane reprezentacje | Zakwalifikowane reprezentacje | Zakwalifikowane reprezentacje |
| Państwo                       | Mężczyźni                     | Mężczyźni                     | Kobiety                       | Kobiety                       | Mikst                         |
| Państwo                       | Sigiel                        | Debel                         | Singiel                       | Debel                         | Mikst                         |
| ----------------------------- | ----------------------------- | ----------------------------- | ----------------------------- | ----------------------------- | ----------------------------- |
| Australia                     |                               | 1                             | 1                             |                               | 1                             |
| Austria                       | 1                             |                               | 1                             |                               |                               |
| Belgia                        | 1                             |                               | 1                             |                               |                               |
| Brazylia                      | 1                             |                               | 1                             |                               |                               |
| Brunei                        | 1                             |                               |                               |                               |                               |
| Bułgaria                      |                               |                               | 1                             | 1                             |                               |
| Kanada                        | 1                             |                               | 1                             |                               |                               |
| Chiny                         | 2                             | 2                             | 2                             | 2                             | 2                             |
| Kuba                          | 1                             |                               |                               |                               |                               |
| Czechy                        | 1                             |                               | 1                             |                               |                               |
| Dania                         | 2                             | 1                             | 1                             | 1                             | 1                             |
| Estonia                       | 1                             |                               | 1                             |                               |                               |
| Finlandia                     |                               |                               | 1                             |                               |                               |
| Francja                       | 1                             |                               | 1                             |                               |                               |
| Niemcy                        | 1                             | 1                             | 1                             | 1                             | 1                             |
| Wielka Brytania               | 1                             | 1                             | 1                             | 1                             | 1                             |
| Gwatemala                     | 1                             |                               |                               |                               |                               |
| Hongkong                      | 2                             |                               | 1                             | 1                             | 1                             |
| Węgry                         |                               |                               | 1                             |                               |                               |
| Indie                         | 1                             | 1                             | 2                             | 1                             |                               |
| Indonezja                     | 1                             | 1                             | 1                             | 1                             | 2                             |
| Irlandia                      | 1                             |                               | 1                             |                               |                               |
| Izrael                        | 1                             |                               |                               |                               |                               |
| Włochy                        |                               |                               | 1                             |                               |                               |
| Japonia                       | 1                             | 1                             | 2                             | 1                             | 1                             |
| Malezja                       | 1                             | 1                             | 1                             | 1                             | 1                             |
| Mauritius                     |                               |                               | 1                             |                               |                               |
| Meksyk                        | 1                             |                               |                               |                               |                               |
| Holandia                      |                               |                               |                               | 1                             | 1                             |
| Polska                        | 1                             | 1                             |                               |                               | 1                             |
| Portugalia                    | 1                             |                               | 1                             |                               |                               |
| Rosja                         | 1                             | 1                             | 1                             |                               |                               |
| Singapur                      | 1                             |                               | 1                             |                               |                               |
| Południowa Afryka             | 1                             |                               |                               |                               |                               |
| Korea Południowa              | 2                             | 2                             | 2                             | 2                             | 1                             |
| Hiszpania                     | 1                             |                               | 1                             |                               |                               |
| Sri Lanka                     | 1                             |                               |                               |                               |                               |
| Surinam                       | 1                             |                               |                               |                               |                               |
| Szwecja                       | 1                             |                               |                               |                               |                               |
| Szwajcaria                    |                               |                               | 1                             |                               |                               |
| Chińskie Tajpej               | 1                             | 1                             | 1                             |                               |                               |
| Tajlandia                     | 1                             |                               | 2                             | 1                             | 1                             |
| Turcja                        |                               |                               | 1                             |                               |                               |
| Ukraina                       | 1                             |                               | 1                             |                               |                               |
| Stany Zjednoczone             | 1                             | 1                             | 1                             | 1                             | 1                             |
| Wietnam                       | 1                             |                               | 1                             |                               |                               |
| Suma: 46 państw               | 41                            | 16                            | 40                            | 16                            | 16                            |

## Medaliści
| Konkurencja             | Złoto                            | Srebro                                  | Brąz                           |
| Gra pojedyncza mężczyzn | Chen Long                        | Lee Chong Wei                           | Viktor Axelsen                 |
| Gra pojedyncza kobiet   | Carolina Marín                   | Pusarla Venkata Sindhu                  | Nozomi Okuhara                 |
| Gra podwójna mężczyzn   | Fu Haifeng Zhang Nan             | Goh V Shem Tan Wee Kiong                | Marcus Ellis Chris Langridge   |
| Gra podwójna kobiet     | Misaki Matsutomo Ayaka Takahashi | Christinna Pedersen Kamilla Rytter Juhl | Jung Kyung-eun Shin Seung-chan |
| Gra mieszana            | Lilyana Natsir Tontowi Ahmad     | Goh Liu Ying Chan Peng Soon             | Zhao Yunlei Zhang Nan          |

## Klasyfikacja medalowa
| Pozycja | Reprezentacja    | Złoto | Srebro | Brąz | Razem |
| ------- | ---------------- | ----- | ------ | ---- | ----- |
| 1.      | Chiny            | 2     | 0      | 1    | 3     |
| 2.      | Japonia          | 1     | 0      | 1    | 2     |
| 3.      | Hiszpania        | 1     | 0      | 0    | 1     |
| 3.      | Indonezja        | 1     | 0      | 0    | 1     |
| 5.      | Malezja          | 0     | 3      | 0    | 3     |
| 6.      | Dania            | 0     | 1      | 1    | 2     |
| 7.      | Indie            | 0     | 1      | 0    | 1     |
| 8.      | Korea Południowa | 0     | 0      | 1    | 1     |
| 8.      | Wielka Brytania  | 0     | 0      | 1    | 1     |